# Colomanno I di Bulgaria
Colomanno I Asen di Bulgaria, noto anche come Kaliman Asen I o semplicemente come Colomanno I di Bulgaria (in bulgaro Калиман Асен I? (1234 – agosto/settembre 1246), fu zar del Secondo Impero bulgaro dal 1241 al 1246, anno della sua morte.
Figlio di Ivan Asen II di Bulgaria e di Anna Maria d'Ungheria, aveva solo sette anni quando succedette al padre nel 1241. Negli anni successivi, l'Impero mongolo invase la Bulgaria e impose ai suoi abitanti il pagamento di un tributo annuale. Secondo dicerie dell'epoca relative alla sua morte, Colomanno fu probabilmente vittima di avvelenamento.

## Biografia

### Primi anni
Nato nel 1234, Colomanno era figlio di Ivan Asen II di Bulgaria e di Anna Maria d'Ungheria. Sua madre morì prima del 1237, quando il padre, rimasto vedovo, sposò Irene Comneno Ducas. Anche Ivan Asen morì nella prima metà del 1241.

### Regno
Colomanno aveva solo sette anni quando succedette al padre. Sebbene nessuna fonte coeva fornisca informazioni sulle vicende politiche che interessarono l'impero quando il monarca era minorenne, risulta logico credere che, in sua vece, la Bulgaria fosse amministrata da uno o più reggenti. Lo storico Alexandru Madgearu ha sostenuto che il fratello di Ivan Asen, Alessandro, fosse molto probabilmente l'unico reggente per conto di Colomanno; altri studiosi hanno ritenuto che fu istituito un consiglio di reggenza sotto la guida del patriarca Gioacchino I. In ambito geopolitico, Bulgaria, Impero latino e Impero di Nicea firmarono una tregua di due anni poco dopo l'ascesa di Colomanno Asen.
Due ecclesiastici contemporanei, Ruggero di Puglia e Tommaso Arcidiacono, riferiscono che Kadan (un figlio di Ögödei, gran khan dei mongoli) aggredì la Bulgaria nel marzo del 1242. Tommaso Arcidiacono afferma anche che Kadan e Batu Khan «decisero di radunare le loro forze militari» in Bulgaria. Più di sessant'anni dopo, Rashid al-Din Hamadani riferisca inoltre che «dopo molti combattimenti» Kadan aveva catturato due città in «Ulaqut», termine che molto probabilmente significava Valacchia e che all'epoca si impiegava in modo intercambiabile con la Bulgaria a causa della doppia identità dello Stato. Le testimonianze archeologiche dimostrano che almeno una dozzina di fortezze bulgare (tra cui Tărnovo, Preslav e Isaccea) furono distrutte durante l'invasione mongola. Sebbene la Bulgara non fosse stato occupata, i suoi abitanti dovettero comunque in seguito pagare un tributo agli asiatici.
Papa Innocenzo IV convocò un concilio di Lione nel tentativo di costituire una coalizione contro i mongoli nel 1245. Egli inviò anche una lettera a Colomanno, esortandolo a portare la Chiesa ortodossa bulgara in piena comunione con la Santa Sede e a inviare delegati a Lione. Colomanno aveva soltanto dodici anni quando morì nell'agosto o nel settembre del 1246. Lo storico bizantino contemporaneo Giorgio Acropolita testimonia che sulla morte del giovane si diffusero voci contraddittorie. Alcuni sostenevano che «era morto a causa di una malattia», mentre altri riferivano che «era stato avvelenato nell'ambito di una congiura segretamente pianificata per detronizzarlo e compiuta da coloro che gli erano ostili». Poiché anche l'influente patriarca Vissarion morì nel settembre 1246, Madgearu ha sostenuto che questa coincidenza implica che entrambi furono uccisi da coloro i quali si opponevano all'unione della Chiesa. Un documento del XIV secolo cita Colomanno Asan quale sovrano della «Moldo-Valacchia» (o Moldavia).

## Influenza culturale
L'isola di Kaliman, situata in Antartide e non distante dall'isola di Livingston, deve il nome all'imperatore Colomanno Asen I di Bulgaria.

### Fonti primarie
- Giorgio Acropolita, The History, traduzione di Ruth Macrides, Oxford University Press, 2007, ISBN 978-0-19-921067-1.
- Tommaso Arcidiacono, Archdeacon Thomas of Split: History of the Bishops of Salona and Split, a cura di Olga Perić, traduzione di Damir Karbić, Mirjana Matijević Sokol e James Ross Sweeney, CEU Press, 2006, ISBN 963-7326-59-6.
- Rashid al-Din Hamadani, The Successors of Genghis Khan, traduzione di John Andrew Boyle, Columbia University Press, 1971, ISBN 0-231-03351-6.

### Fonti secondarie
- (BG) Ĭordan Andreev, Ivan Lazarov e Plamen Pavlov, Кой кой е в средновековна България [Chi è Chi nella Bulgaria Medievale], Iztok Zapad, 2012, ISBN 978-619-152-012-1.
- (EN) John Van Antwerp Jr. Fine, The Late Medieval Balkans: A Critical Survey from the Late Twelfth Century to the Ottoman Conquest, The University of Michigan Press, 1994, ISBN 0-472-08260-4.
- (EN) Alexandru Madgearu, The Asanids: The Political and Military History of the Second Bulgarian Empire, 1185–1280, Brill, 2016, ISBN 978-9-004-32501-2.

| Controllo di autorità | VIAF (EN) 100148147533596810169 · GND (DE) 1121323561 |